# آلفين بي آدامز جونيور
آلفين بي آدامز جونيور (بالإنجليزية: Alvin P. Adams, Jr.)‏ هو دبلوماسي أمريكي، ولد في 29 أغسطس 1942 في نيويورك في الولايات المتحدة، وتوفي في 10 أكتوبر 2015 في بورتلاند في الولايات المتحدة.